# ARMP
L'associazione russa dei musicisti proletari (ARMP) fu un'associazione di musicisti del primo periodo dell'URSS.
L'associazione fu fondata nel 1925 e verso la fine degli anni '20 divenne la più potente organizzazione del paese nel suo campo. Sostenne una forte aderenza alla richiesta di un realismo socialistico ovvero la rappresentazione della politica in una forma accessibile al popolo.
L'organizzazione fu abolita nel 1932 quando Stalin istituì il diretto controllo delle arti grazie al sistema delle unioni (in questo caso, l'Unione dei compositori sovietici).
| Controllo di autorità | VIAF (EN) 143232407 · LCCN (EN) n96025267 · J9U (EN, HE) 987007308906305171 |